# Église Saint-Pierre de Wolverhampton
Pour les articles homonymes, voir Église Saint-Pierre.
L'église Saint-Pierre (anglais : St Peter's Church) est située sur le plus ancien site urbain de Wolverhampton, en Angleterre. Elle en est l'église paroissiale. 
L'église, classée, date du XVe siècle  n'est pas une cathédrale, mais elle représente un grand intérêt architectural et historique. Elle dispose d'une chorale en accord avec la tradition des cathédrales anglaises. L'orgue est particulièrement intéressant, une campagne pour recueillir £ 270.000 pour sa restauration a été lancée en 2008.

## Histoire
- 994 - La noble Wulfrun donne des terres (confiées par le roi Æthelred le Malavisé) à l'église de St Mary. La ville est alors nommée Wolverhampton. La dédicace de l'église est changée pour St Pierre et St Paul, puis pour Saint-Pierre
- 1205 - Tour de franchissement construite (ce qui est la partie la plus ancienne de l'église existante)
- 1258 - Droit de tenir un marché hebdomadaire et une foire annuelle de la fête de St Pierre et St Paul.
- 1350? - Construction de la chapelle de Notre-Dame et Saint-Georges.
- 1440 - Nef agrandie à la hauteur actuelle.
- 1450 - Chaire en pierre.
- 1479 - Le roi Édouard IV d'Angleterre réunit les doyennés de Wolverhampton et de Windsor. Richard Beauchamp (évêque de Salisbury) est le premier doyen de Windsor et de Wolverhampton. Cela permet de maintenir les recettes provenant des successions de Saint-Pierre (à partir de laine) pour leur éviter de tomber dans les mains du pape
- 1540 - Les cloches de Much Wenlock Priory sont installées pour remplacer les vieilles cloches (cloches ajoutées ensuite en 1729 pour un total de 10)
- 1846 - Le Parlement abolit la doyenné de Wolverhampton, Saint-Pierre fait partie du diocèse de Lichfield.
- 1847 - L'école St. Peter's Collegiate School est construite près de l'église
- 1860 - Le «Père» Henry Willis construit un nouvel orgue (en 1882 l'orgue est agrandi; remanié avec une installation électrique soufflante en 1914; reconstruit en 1970 et «restauré» en 1983)
- 1865 - Le chœur est achevé en style gothique.
- 1978 - Saint-Pierre redevient une église collégiale.

## Source
- (en) Cet article est partiellement ou en totalité issu de l’article de Wikipédia en anglais intitulé « St Peter's Collegiate Church » (voir la liste des auteurs).